# Castello di Serravalle (Burg)
Das Castello di Serravalle ist eine mittelalterliche Burg im gleichnamigen Ortsteil der Gemeinde Valsamoggia in der italienischen Region Emilia-Romagna, Metropolitanstadt Bologna. Sie hat einen Turm, einen Teil der Befestigung und ein Eingangstor zur Siedlung. Im Inneren des Casa del Capitano aus dem 13. Jahrhundert ist das Ecomuseo della collina e del vino untergebracht mit Sektionen auf dem gesamten Territorium. Das Museum beschreibt die Charakteristik der Beziehungen zwischen dem Menschen und der Umwelt in der Gegend und die kulturellen Eigenheiten der Bewohner, einschließlich ihrer früheren wirtschaftlichen Aktivitäten. Die Vereinigung „Terre di Jacopino“ unter der Leitung von Dott. Luigi Vezzalini kümmert sich heute um die Belange des Ecomuseo und organisiert Ausstellungen, Manifestationen und geführte Touren  durch die alte Siedlung von Serravalle, die den Zweck haben, die Schönheit und die Geschichte der Siedlung zu vermitteln, ebenso wie die Produkte, die typisch für die Gegend sind.